# Parc de Ladoucette (Drancy)
Le parc Ladoucette est un espace vert situé à Drancy dans la Seine-Saint-Denis.

## Situation et accès
Il est circonscrit par la rue Sadi-Carnot, la rue Anatole-France et la rue Maxime-Gorki. Son principal accès se trouve rue Ladoucette.

## Description
Le mausolée de la Baronne de Ladoucette se trouve derrière le château. Le corps de la baronne en fut retiré lorsque le parc devint municipal, en 1976. Au-dessus de la porte se trouve l'inscription :

"En ce lieu la statue de N. D. de Drancy / a été solennellement couronnée par S. Exc. / Monseigneur de Meglia, nonce apostolique, / le 13 septembre 1874"

Aujourd’hui le parc comporte une fermette qui entretient plusieurs animaux comme des moutons d’Ouessant, des cochon vietnamiens, des canards tadornes, des poules Brahma et des oies à têtes barrées.
Il s’y trouve également 3 arbres remarquables en plus d’essences plus communes : un séquoia, un gingko biloba et un liquidambar.
Un pigeonnier et un bassin y sont également construits.
L’I.M.E. Ladoucette est également présent dans le parc.

## Origine du nom
Il tient son nom de la famille de Charles Loetitia de Ladoucette, qui fut propriétaire du château sis dans ce parc, pendant près de deux siècles.

## Historique

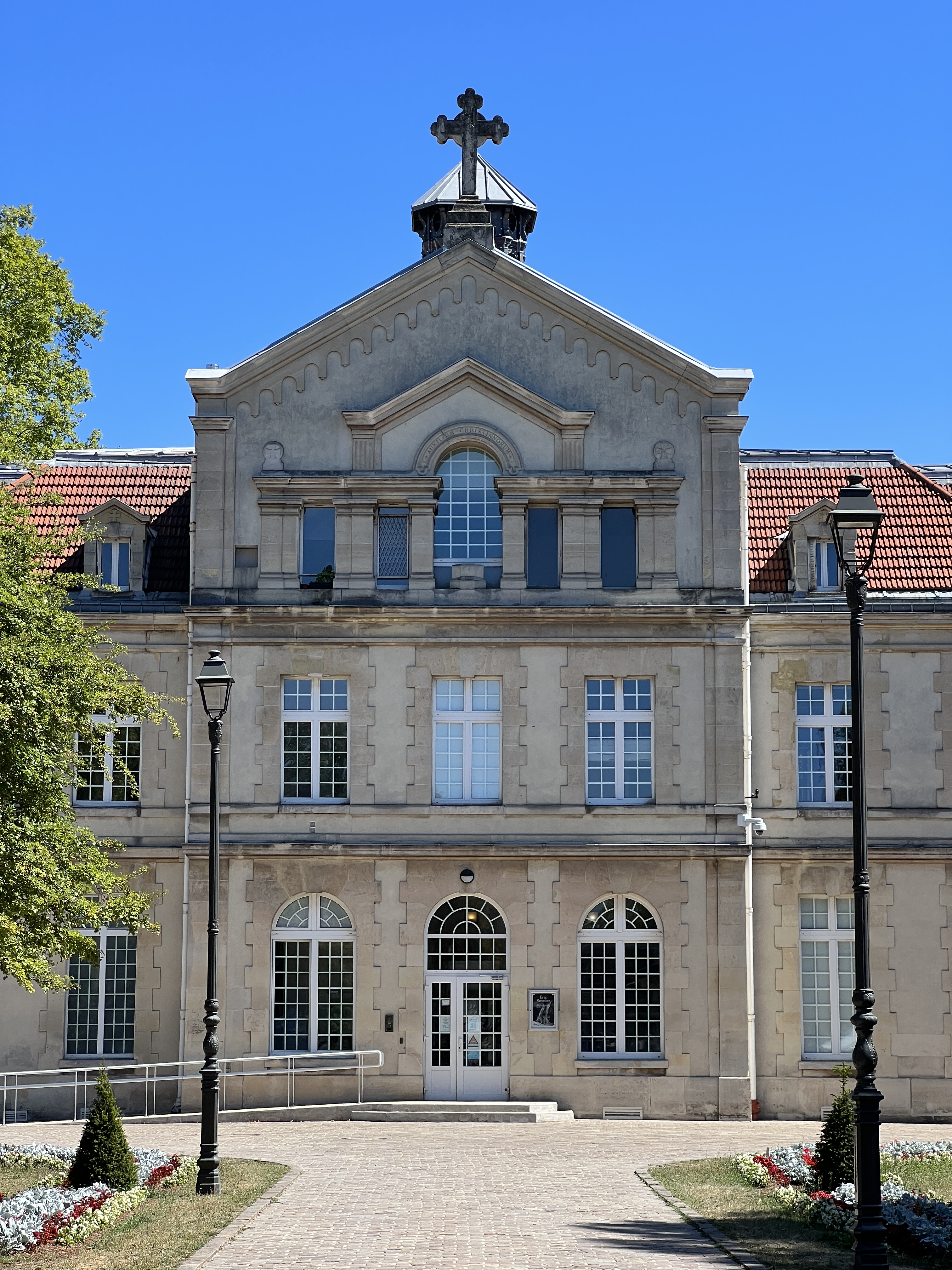
Le château de Ladoucette - Drancy

À cet endroit se trouvait initialement un château bâti en 1553 par Pierre Séguier, sur les bases de l’ancien fort de Drancy. Jean-François de Franconville, sera le dernier seigneur de Drancy. En 1834, le château revient à James Thayer, enrichi par la vente des biens nationaux, et dont les fils, Edouard-James et Amédée, créent en 1852 un dispensaire dirigé par les filles de la Charité de Reuilly. 
En 1856, le château revient à Charles Loetitia de Ladoucette. Il est endommagé pendant la guerre de 1870. En 1892, la baronne fait don à « l’Asile de Drancy » du domaine à la condition que les Religieux de Saint-Vincent-de-Paul gèrent ses œuvres. 
En 1955, l’orphelinat devient un institut médico-pédagogique. En 1972, la direction devient laïque. L’Asile de Drancy est dissous par arrêté ministériel l'année suivante puis repris par la Société philanthropique. En 1973, le tombeau de la comtesse de Mun est réinstallé dans ce parc. Drancy acquiert le parc du château en 1974, renommé « parc Jacques-Duclos » à l’occasion de son inauguration en 1976, à la mémoire de Jacques Duclos, membre du Parti communiste français. En 2006, le parc est rebaptisé « parc de Ladoucette » et transformé en parc paysager.